# Michael Kauch
Michael Kauch (ur. 4 maja 1967 w Dortmundzie) – niemiecki polityk, działacz Wolnej Partii Demokratycznej (FDP), deputowany do Bundestagu, poseł do Parlamentu Europejskiego IX kadencji.

## Życiorys
W latach 1986–1993 studiował nauki ekonomiczne i społeczne na Universität Dortmund. W 1989 wstąpił do Wolnej Partii Demokratycznej i jej organizacji młodzieżowej Junge Liberale, której przewodniczył na szczeblu federalnym od 1995 do 1999. W 1994 został pracownikiem frakcji liberałów w landtagu Meklemburgii-Pomorza Przedniego. W latach 1995–1999 zatrudniony jako doradca do spraw gospodarczych w Bundesverband Junger Unternehmer, organizacji młodych przedsiębiorców. Następnie do 2003 pełnił funkcję dyrektora zarządzającego tego zrzeszenia.
W 2003 objął mandat posła do Bundestagu. W 2005 i 2009 utrzymywał go na kolejne kadencje, zasiadając w niższej izbie niemieckiego parlamentu do 2013. Zajął się następnie pracą w przedsiębiorstwie konsultingowym. W styczniu 2024 objął zwolniony mandat eurodeputowanego IX kadencji.
Jest jawnym gejem. W 2013 został przewodniczącym LiSL, organizacji gejów i lesbijek działającej przy FDP.